# Кривёнышева, Мария Ильинична
Мария Ильинична Кривёнышева (1916—1991) — советский передовик производства в сельском хозяйстве. Депутат Верховного Совета СССР 7-го созыва (1966—1970). Герой Социалистического Труда (1966).

## Биография
Родилась в деревне Черёмуха, Великолукского района Псковской области в крестьянской семье.
С 1924 года после окончания двух классов Сивцевской школы Великолукского района, работала в домашнем хозяйстве, а с 1929 года — на общественной ферме. 
С 1931 года работала — дояркой в колхозе «Смычка» Великолукского района.
С 1941 по 1944 годы в период Великой Отечественной войны и оккупации гитлеровскими войсками Псковской области, М. И. Кривёнышева с семьёй  в родной деревне. В период войны у неё умерли двое детей, был убит за связь с партизанами брат Иван, погибли на фронтах войны ещё двое её братьев — Василий и Александр и супруг — Михаил.
С 1944 года после освобождения территории от немцев вновь работала в колхозе и восстанавливала разрушенное колхозное и деревенское хозяйство. С 1945 по 1963 годы — доярка, а с 1963 по 1969 годы — мастер машинного доения коров колхоза «Смычка» Великолукского района Псковской области.
В 1963 году, М. И. Кривёнышева, первой в колхозе начала осваивать технологию машинного доения коров для чего в помещении фермы  для дойки в поле смонтировали доильные установки. В 1964 году надоила в среднем от каждой из 120 своей коровы по 2300 килограммов молока, а валовое его производство составило 2978 центнеров, в 1965 году соответственно — 2412 килограммов и почти 3000 центнеров.
22 марта 1966 года Указом Президиума Верховного Совета СССР «за достижение высоких результатов в развитии животноводства, увеличении производства и заготовок молока» Мария Ильинична Кривёнышева была удостоена звания Героя Социалистического Труда с вручением Ордена Ленина и золотой медали «Серп и Молот».
С 1969 по 1972 годы работала лаборантом в своём колхозе.
Делегат XXIII съезда КПСС (1966). Депутат Верховного Совета СССР 7-го созыва (1966-1970).
С 1972 года вышла на пенсию.
Умерла 28 февраля 1991 года. Похоронена в деревне Гаписово Великолукского района.

## Награды
- Медаль «Серп и Молот» (22.03.1966)
- Орден Ленина (22.03.1966)

### Память
- 13 марта 2018 года на здании Першинской средней школы торжественно установили мемориальную доску Герою Социалистического Труда Кривенышевой Марии Ильиничне.

## Ссылка
- В Великолукском районе увековечили память знаменитой землячки. Великолукский район: официальный сайт. Дата обращения: 16 апреля 2020.